# 2022年喬治亞州州務卿選舉
2022喬治亞州州務卿選舉將於2022年11月8日舉行，選舉喬治亞州的州務卿。 現任共和黨州務卿布拉德·拉芬斯伯格競選連任。 拉芬斯伯格在2020年末面臨總統唐納德特朗普向推翻2020年喬治亞州總統選舉。 黨內初選於5月24日舉行，決選定於6月21日舉行。
拉芬斯伯格於2018年當選在與民主黨前美國眾議員約翰·巴羅的決選中當選第一任期，這是喬治亞州歷史上第一次在全州範圍內進行第二輪行政選舉。